# Нижнесоинский
Нижнесоинский — хутор в Урюпинском районе Волгоградской области России. Входит в состав Россошинского сельского поселения.

## История
Согласно алфавитному списку населённых мест Области Войска Донского 1915 года на хуторе Нижне-Соинском, относящемуся к юрту станицы Петровской Хопёрского округа, имелось 48 дворов и проживало 388 человек (205 мужчин и183 женщины). Земельный надел хутора составлял 686 десятин.

В 1921 году в составе Хопёрского округа включён в состав Царицынской губернии. По состоянию на 21 мая 1928 год хутор являлся административным центром и единственным населённым пунктом Нижнесоинского сельсовета Урюпинского района Хопёрского округа (упразднён в 1930 году) Нижне-Волжского края (с 1934 года — Сталинградского края). В декабре 1928 года Нижнесоинский сельсовет был включён в состав Верхнесоинского сельсовета. В 1935 году передан в состав Добринского района Сталинградского края (с 1936 года Сталинградской области, с 1954 по 1957 год район входил в состав Балашовской области). По состоянию на 1 января 1936 года хутор являлся частью Россошинского сельсовета.. В 1963 году в связи с упразднением Добринского района хутор Нижнесоинский вновь перешёл в подчинение Урюпинского района.

## География
Хутор находится в северо-западной части Волгоградской области, в пределах Калачской возвышенности, к западу от реки Хопёр, на расстоянии примерно 18 километров (по прямой) к юго-западу от города Урюпинск, административного центра района. Абсолютная высота — 95 метров над уровнем моря.
Часовой пояс
Хутор Нижнесоинский, как и вся Волгоградская область, находится в часовой зоне МСК (московское время). Смещение применяемого времени относительно UTC составляет +3:00.

## Население
| 2010 |
| ---- |
| 31   |

Гендерный состав
По данным Всероссийской переписи населения 2010 года в гендерной структуре населения мужчины составляли 38,7 %, женщины — соответственно 61,3 %.
Национальный состав
Согласно результатам переписи 2002 года, в национальной структуре населения русские составляли 98 %.

## Улицы
Уличная сеть хутора состоит из одной улицы (ул. Нижнесоинская).